# Сент-Стівенс (Алабама)
Сент-Стівенс (англ. St. Stephens) — переписна місцевість (CDP) в США, в окрузі Вашингтон штату Алабама. Населення — 415 осіб (2020).

## Географія
Сент-Стівенс розташований за координатами 31°33′6″ пн. ш. 88°3′38″ зх. д. / 31.55167° пн. ш. 88.06056° зх. д. (31.551773, -88.060668). За даними Бюро перепису населення США в 2010 році переписна місцевість мала площу 25,65 км², з яких 25,58 км² — суходіл та 0,07 км² — водойми.

## Демографія
Згідно з переписом 2010 року, у переписній місцевості мешкало 495 осіб у 176 домогосподарствах у складі 137 родин. Густота населення становила 19 осіб/км². Було 202 помешкання (8/км²).
Расовий склад населення:
| - 63,0 % — білих - 36,0 % — чорних або афроамериканців - 0,4 % — азіатів |

До двох чи більше рас належало 0,6 %. Частка іспаномовних становила 0,6 % від усіх жителів.
За віковим діапазоном населення розподілялося таким чином: 26,7 % — особи молодші 18 років, 61,4 % — особи у віці 18—64 років, 11,9 % — особи у віці 65 років та старші. Медіана віку мешканця становила 37,9 року. На 100 осіб жіночої статі у переписній місцевості припадало 109,7 чоловіків; на 100 жінок у віці від 18 років та старших — 105,1 чоловіків також старших 18 років.
Середній дохід на одне домашнє господарство становив 59 348 доларів США (медіана — 42 500), а середній дохід на одну сім'ю — 70 716 доларів (медіана — 75 375). За межею бідності перебувало 25,9 % осіб, у тому числі 45,9 % дітей у віці до 18 років та 25,3 % осіб у віці 65 років та старших.
Цивільне працевлаштоване населення становило 225 осіб. Основні галузі зайнятості: транспорт — 30,7 %, освіта, охорона здоров'я та соціальна допомога — 28,0 %, виробництво — 14,2 %, науковці, спеціалісти, менеджери — 7,1 %.

## Історія
На цій території була розміщена перша столиця штату Алабама, яка мала назву Сент-Стівенс. Після перенесення столиці в інше місце, люди покинули це місто. Зараз це місто-привид.